# エレニ・カラインドルー
エレニ・カラインドルー（英語: Eleni Karaindrou、ギリシア語: Ελένη Καραΐνδρου、1941年11月25日 - ）は、ギリシャの女性作曲家。

## 経歴
ティヒオ（Τείχιο）に生まれ、アテネで成長。エリニコ・オディオ（Ελληνικό Ωδείο）でピアノと音楽理論を学び、1969年から1974年にかけてパリで民族音楽を研究し、ギリシャに戻った。
映画音楽や劇場用音楽の作曲など、多方面で活躍している。多くの映画監督との協力関係があるが、1982年以来、テオ・アンゲロプロスの多くの映画作品（『霧の中の風景』『永遠と一日』『エレニの旅』など）で作曲をしている。

## ディスコグラフィ

### アルバム
- The Great Vigil (1975年、Minos)
- The Price of Love (1983年、Minos)
- Voyage to Cythera (1984年、Minos)
- The Beekeeper (1986年、Minos)
- Landscape in the Mist (1988年、Milan)
- Herod Atticus Odeon (1988年、Minos) ※ライブ
- L'Africana (1990年、Minos)
- Unreleased Recordings (1991年、Minos)
- The Suspended Step of the Stork (1991年、Minos)
- 『ミュージック・フォー・フィルムズ』 - Music for Films (1991年、ECM)
- 『「こうのとり、たちずさんで」オリジナル・サウンドトラック』 - The Suspended Step of the Stork (1992年、ECM)
- 『「ユリシーズの瞳」オリジナル・サウンドトラック』 - Ulysses' Gaze (1995年、ECM)
- Rosa, Wandering (1996年、Lyra)
- 『「永遠と一日」オリジナル・サウンドトラック』 - Eternity and a Day (1998年、ECM)
- 『トロイアの女たち』 - Trojan Women (2001年、ECM)
- 『「エレニの旅」オリジナル・サウンドトラック』 - Trilogy 1 The Weeping Meadow (2004年、ECM)
- 『絶滅に寄せる哀歌』 - Elegy of the Uprooting (2005年、ECM) ※ライブ。DVD版もある
- The 10 (Greek TV: "το 10") (2008年、Mikri Arktos/ECM)
- Dust of Time (2009年、ECM)
- 『コンサート・イン・アテネ』 - Concert in Athens (2013年、ECM) ※ライブ
- Medea (2014年、ECM)
- Music for the Small Screen - Original Recordings [1976-1989] (2014年、Mikri Arktos)
- Music and songs for the theater (2015年、Mikri Arktos) ※1983年-1993年録音
- Pothοi Kato Apo Tis Lefkes / Glyko Pouli Tis Niotis (2017年、Mikri Arktos)
- 『ダヴィデ』 - David (2016年、ECM)
- Tous des Oiseaux (2019年、ECM)

## フィルモグラフィ

### 映画
- 『霧の中の風景』（1988年）
- 『ユリシーズの瞳』（1995年）
- 『永遠と一日』（1998年）
- 『エレニの旅』（2004年）
- 『エレニの帰郷』（2008年）